# Universitas Sumatera Utara
Universitas Sumatera Utara – indonezyjska uczelnia publiczna w mieście Medan (prowincja Sumatra Północna). Została założona w 1957 roku.

## Wydziały
- Fakultas Farmasi
- Fakultas Hukum
- Fakultas Ilmu Budaya
- Fakultas Ilmu Komputer dan Teknologi Informasi
- Fakultas Ilmu Sosial dan Ilmu Politik
- Fakultas Kedokteran
- Fakultas Kedokteran Gigi
- Fakultas Keperawatan
- Fakultas Kesehatan Masyarakat
- Fakultas Pertanian
- Fakultas Psikologi
- Fakultas Teknik
- Fakultas Matematika dan Ilmu Pengetahuan Alam
- Fakultas Ekonomi dan Bisnis
- Fakultas Kehutanan

Źródło: .